# لهجه لیلاخی
لهجه لیلاخی یکی از لهجه‌های زیر مجموعه لهجه اردلانی می‌باشد که در شهرستان دهگلان و روستاهای بخش غربی شهرستان قروه و بخش جنوبی شهرستان بیجار و اطراف آنها تکلم می‌شود این گویش نزدیکی زیادی با لهجه دیواندره، بیجار، کامیاران، سنقر و روستاهای آن دارد این لهجه بیشتر تحت تأثیر لهجه‌های کلیایی و گروسی در شهرستان‌های سنقر و بیجار قرار گرفته‌است.
زبان کردی به ۴ گویش کردی کرمانجی (کردی شمالی)، کردی سورانی (کردی مرکزی)، کردی جنوبی و زازا-گوران تقسیم شده‌است، لهجه موکری، سورانی، اردلانی و سلیمانی جزو زبان کردی مرکزی است و لهجه لیلاخی در دسته اردلانی قرار می‌گیرد.